# Topologische variëteit
In de topologie, een deelgebied van de wiskunde, is een topologische variëteit een hausdorff-ruimte die tweedst-aftelbaar is en er lokaal als een euclidische ruimte uitziet, of anders gezegd een variëteit waarvan de topologische ruimte een tweedst-aftelbare hausdorf-ruimte is. Topologische variëteiten vormen een belangrijke klasse van topologische ruimten met toepassingen door de gehele wiskunde. 
De gebruikte terminologie is onder de verschillende auteurs niet eenduidig. Sommige auteurs gebruiken het begrip variëteit als synoniem voor topologische variëteit, maar het gaat vaker over een variëteit tezamen met een aanvullend aan de topologische ruimte opgelegde structuur. Differentieerbare variëteiten, bijvoorbeeld, zijn topologische variëteiten uitgerust met een differentieerbare structuur. Elke variëteit heeft een onderliggende topologische variëteit, die ontstaat alleen door de extra structuur weg te laten. Dit artikel richt zich op de topologische aspecten van variëteiten.

## Definitie
Een topologische ruimte {\displaystyle X} wordt lokaal euclidisch genoemd als voor een zeker positief natuurlijk getal {\displaystyle n} elk punt in {\displaystyle X} een omgeving heeft die homeomorf is met een open samenhangende deelverzameling van de euclidische ruimte {\displaystyle \mathbb {R} ^{n}}.
Een topologische variëteit is een lokaal euclidische hausdorff-ruimte die aan het aftelbaarheidsaxioma {\displaystyle A_{2}} voldoet. Het is gebruikelijk om aanvullende eisen aan topologische variëteiten op te leggen. Veel auteurs definiëren topologische variëteiten als paracompact. 
Met een {\displaystyle n}-variëteit wordt een topologische variëteit bedoeld zodat elk punt een omgeving heeft die homeomorf is met {\displaystyle \mathbb {R} ^{n}}. Een niet-triviale stelling zegt dat voor elke variëteit {\displaystyle X} er een uniek geheel getal {\displaystyle n} bestaat zodat {\displaystyle X} een {\displaystyle n}-variëteit is. Dit gehele getal wordt de dimensie van {\displaystyle X} genoemd.
Iedere topologische variëteit heeft verschillende atlassen. Een {\displaystyle C^{k}}-atlas is een atlas waarvan de transitieafbeeldingen van de differentieerbaarheidsklasse {\displaystyle C^{k}} zijn. Elke topologische variëteit heeft een {\displaystyle C^{0}}-atlas en in het algemeen heeft een {\displaystyle C^{k}}-variëteit een {\displaystyle C^{k}}-atlas. Een continue atlas is een {\displaystyle C^{0}}-atlas, een gladde atlas een {\displaystyle C^{\infty }}-atlas en een analytische atlas is een {\displaystyle C^{\omega }}-atlas. Als de atlas ten minste {\displaystyle C^{1}} is, wordt het ook een differentiaalstructuur of differentieerbare structuur genoemd. Een holomorfe atlas is een atlas waarvan de onderliggende euclidische ruimte op de complexe getallen is gedefinieerd en waarvan de transitieafbeeldingen biholomorf zijn.

## Voorbeelden
- De euclidische ruimte {\displaystyle \mathbb {R} ^{n}} geldt als het prototype van een {\displaystyle n}-variëteit. Een pseudo-euclidische ruimte voorzien van de gebruikelijke topologie van de {\displaystyle \mathbb {R} ^{n}}, die door de euclidische metriek wordt geïnduceerd, valt hier ook onder.
- Enige discrete ruimte is een 0-dimensionale variëteit.
- Een cirkel is een 1-variëteit.
- Een torus is een 2-variëteit of oppervlak, net zoals de kleinfles.
- De {\displaystyle n}-dimensionale sfeer {\displaystyle \mathbf {S} ^{n}} is een compacte {\displaystyle n}-variëteit.
- De {\displaystyle n}-dimensionale torus {\displaystyle \mathbf {T} ^{n}}, het product van {\displaystyle n} cirkels, is een compacte {\displaystyle n}-variëteit.
- Projectieve ruimten over de reële getallen, complexe getallen of de quaternionen zijn compacte variëteiten.
  - de reële projectieve ruimte {\displaystyle P(\mathbb {R} ^{n})} is een {\displaystyle n}-dimensionale variëteit.
  - de complexe projectieve ruimte {\displaystyle P(\mathbb {C} ^{n})} is een {\displaystyle 2n}-dimensionale variëteit.
  - de quaternionische projectieve ruimte {\displaystyle P(\mathbb {H} ^{n})} is een {\displaystyle 4n}-dimensionale variëteit.
- Grassmann-variëteiten zijn variëteiten, die aan de projectieve ruimte zijn gerelateerd.
- Lensruimten van Tietze zijn een klasse van variëteiten die quotiënten van sferen zijn met een oneven dimensie.
- Lie-groepen zijn variëteiten, die met een groepstructuur zijn uitgerust.
- Enige open deelverzameling van een {\displaystyle n}-variëteit is een {\displaystyle n}-variëteit met de deelruimtetopologie.
- Als {\displaystyle M} een {\displaystyle m}-variëteit is en {\displaystyle N} een {\displaystyle n}-variëteit, dan is het product {\displaystyle M\times N} een {\displaystyle (m+n)}-variëteit.
- De disjuncte vereniging van een familie van {\displaystyle n}-variëteiten is een {\displaystyle n}-variëteit, maar de onderdelen moeten allemaal dezelfde dimensie hebben.
- De verbonden som van twee {\displaystyle n}-variëteiten resulteert in een andere {\displaystyle n}-variëteit.

## Eigenschappen
De eigenschap van het lokaal euclidisch zijn wordt bewaard door lokale homeomorfismen. Dat wil zeggen dat als {\displaystyle X} lokaal euclidisch  van dimensie {\displaystyle n} is en {\displaystyle f:X\to Y} een lokaal homeomorfisme is, dat dan {\displaystyle Y} lokaal euclidisch van dimensie {\displaystyle n} is. In het bijzonder is lokaal euclidisch zijn een topologische eigenschap.
Variëteiten nemen veel van de lokale eigenschappen van de euclidische ruimte over. Zij zijn in het bijzonder lokaal compact, lokaal samenhangend, eerst-aftelbaar, lokaal samentrekbaar en lokaal metriseerbaar. Aangezien topologische variëteiten lokaal compacte hausdorff-ruimten zijn, zijn variëteiten noodzakelijkerwijs ook Tychonov-ruimten.
Een variëteit hoeft niet samenhangend te zijn, maar elke variëteit {\displaystyle M} is een disjuncte vereniging van samenhangende variëteiten. Dit zijn slechts de samenhangende componenten van {\displaystyle M}, die open verzamelingen zijn, aangezien variëteiten lokaal samenhangend zijn. Aangezien variëteiten lokaal padsamenhangend zijn, is een variëteit dan en slechts dan pad-samenhangend als hij ook samenhangend is. Hieruit volgt dat de pad-componenten dezelfde zijn als de componenten.

### Hausdorff-axioma
De hausdorff-eigenschap is niet lokaal, dus zelfs hoewel de euclidische ruimte hausdorff is, hoeft een lokaal euclidische ruimte geen hausdorff-ruimte te zijn. Het is wel zo, dat elke lokaal euclidische ruimte tevens een T1-ruimte is.
Een voorbeeld van een niet-hausdorff lokaal euclidische ruimte is de lijn met twee oorsprongen. Deze ruimte wordt gecreëerd door de oorsprong van de reële lijn te vervangen door twee punten, waarvan een open omgeving van deze beide punten alle getallen, die geen nul zijn, in enig open interval gecentreerd op nul bevat. Deze ruimte is geen hausdorff-ruimte, omdat de twee oorsprongen niet kunnen worden gescheiden.

### Dimensie
De dimensie van een variëteit is een topologische eigenschap, wat betekent dat iedere variëteit die aan een {\displaystyle n}-variëteit homeomorf is een dimensie {\displaystyle n} heeft. Uit de invariantie van domein volgt dat een {\displaystyle n}-variëteit niet homeomorf kan zijn aan een {\displaystyle n}-variëteit voor {\displaystyle n\neq m}.
Een eendimensionale variëteit wordt vaak een kromme genoemd, terwijl een tweedimensionale variëteit een oppervlak wordt genoemd. Hogere dimensionale variëteiten worden meestal {\displaystyle n}-variëteiten genoemd. Voor {\displaystyle n=3} en {\displaystyle 4} zijn dat 3- en 4-variëteiten.

## Classificatie
0-variëteiten zijn een discrete ruimte en worden op hun kardinaliteit geclassificeerd. Iedere discrete ruimte is paracompact. Een discrete ruimte is dan en slechts dan tweedst-aftelbaar als deze aftelbaar is.
Elke paracompacte, samenhangende 1-variëteit is homeomorf ofwel met {\displaystyle \mathbb {R} } ofwel met de cirkel. De niet-samenhangende zijn disjuncte verenigingen van deze.